# Ensanche de Maliaño
El Ensanche de Maliaño fue un plan de ensanche de Santander (España) construido en terrenos ganados al mar. Su oficialidad fue concedida por el Estado el 28 de junio de 1902 tras una larga discusión, de acuerdo a la Ley de 26 de julio de 1892. El Ayuntamiento de Santander lo había legalizado en 1865; reformado en 1925 por Javier González de Riancho, estuvo en vigor hasta 1955 junto con otro plan de ensanche, el de El Sardinero, hasta la aprobación del Plan Comarcal de Santander. A partir de ese momento la zona sufrió grandes transformaciones, primero con la creación del Poblado de Pescadores y después con la habilitación de grandes terrenos para suelo industrial. Se colmató con las viviendas edificadas en los años 1960. Esta tardanza en ser llenado se debe al interés de la ciudad en torno a 1900 por expandirse hacia La Magdalena y El Sardinero en vez de hacia el fondo de la bahía, hacia donde se desplazaban las actividades portuarias.